# Detlef Nebbe
Detlef Nebbe (né le 20 juin 1912 à Husum et mort le 17 avril 1972 à Kiel) était SS-Hauptscharführer (ajudant-chef) à la Kommandantur du camp d'Auschwitz.

## Biographie
Né à Husum, il poursuit des études primaires et secondaires et devient vendeur. Il rejoint la SS en 1933 et le parti nazi en 1937. Le 15 septembre 1939, il s'engage dans la Waffen-SS. Le 15 octobre 1940, il est affecté à Auschwitz où il reste jusqu'en avril 1944. En février 1941, il sert comme sergent dans la compagnie de garde et ensuite à l'état-major.
Il est jugé par le Tribunal national lors du procès d'Auschwitz à Cracovie pour son rôle dans le camp et est condamné à la réclusion à perpétuité. En raison d'une amnistie, il est libéré en octobre 1956.